# Masakatsu Aoki
Masakatsu Aoki (青木 昌勝, Aoki Masakatsu), né le 3 février 1957, est un astronome amateur japonais qui s'intéresse principalement aux supernovas. Il effectue ses recherches depuis son observatoire astronomique privé de Tsukioka dans la préfecture de Toyama (code IAU 908). Au cours de ses recherches il a découvert deux astéroïdes en plus de 12 supernova.

## Liste des découvertes
| Astéroïdes découverts : 2   | Astéroïdes découverts : 2 |
| --------------------------- | ------------------------- |
| (16769) 1996 UN1            | 29 octobre 1996           |
| (58627) Rieko               | 8 novembre 1997           |
| Supernovae découvertes : 12 |                           |
| SN 1996an                   | 28 juillet 1996           |
| SN 1996aq                   | 17 août 1997              |
| SN 1996ca                   | 15 décembre 1996          |
| SN 1996cb                   | 16 décembre 1996          |
| SN 1997X                    | 2 février 1997            |
| SN 1997dd                   | 2 août 1997               |
| SN 1997dq                   | 3 novembre 1997           |
| SN 1997eg                   | 4 décembre 1997           |
| SN 1997ei                   | 24 décembre 1997          |
| SN 1999eu (en)              | 24 décembre 1997          |
| SN 2000db                   | 6 août 2000.              |
| SN 2000di                   | 23 août 2000.             |